# Giuseppangelo de Fazio
Giuseppangelo de Fazio, al secolo Silvestro de Fazio (Pianella, 2 novembre 1801 – Beirut, 13 dicembre 1838), è stato un vescovo cattolico italiano, appartenente all'Ordine dei Frati Minori Cappuccini.

## Biografia
Silvestro nacque a Pianella (Pescara) dai coniugi Pasquantonio de Fazio e Prudenza Cauti, di casato civile e benestante. Fu battezzato lo stesso giorno nella Chiesa Madre di Sant'Antonio Abate ed elevato dal fonte battesimale da Francesco Falco di Montebello di Bertona (Pescara). Nel 1817 si rinchiuse nel convento dei frati minori cappuccini di Tocco da Casauria assumendo da qui il nome di Giuseppangelo da Pianella. A Tripoli suscitò intorno a sé profonda benevolenza, convertendo molte persone, ed edificando un tempio cristiano con il consenso del governo musulmano.

## Nomina
Nel 1820 venne nominato vescovo dal sommo pontefice Pio VII. Venne assegnato alla città di Tiparo. Venne eletto vicario apostolico e il 22 ottobre 1820 giunse in Egitto. Operò ad Alessandria d'Egitto, il Cairo, a Suez e a Calcutta. Il 12 febbraio 1831 rischiò la morte durante una tempesta su una nave araba. Approdò a Konin, ma venne cacciato dalla città per il male contagioso. Viaggiò per il deserto in gravi condizioni assumendo il compito di infermiere e sacerdote. Tornato nuovamente al Cairo, ricevette alcune lettere dal sommo pontefice le quali dichiaravano la sua elezione a vicario apostolico di Aleppo e delegato della santa sede a Monte Libano. Il 3 novembre 1836 si recò a Beirut fino alla sua morte. Morì nel bacio del Signore il 13 dicembre 1838 a soli 37 anni.

## Gesto più importante
Giuseppangelo de Fazio, per la sua fama di sacerdote, ricevette dal Papa Gregorio XVI la possibilità di prelevare, dalle catacombe di Santa Priscilla, un corpo di un martire. Giuseppangelo si recò nella catacomba e prelevò il corpo di Santa Ciriaca (patrizia). Il 19 marzo 1834 ne fece dono alla sua città natale, Pianella. Il corpo venne accolto dal popolo pianellese il 2 aprile 1834 e venne esposto alla pubblica venerazione nella Chiesa Madre di Sant'Antonio Abate 18 giorni più tardi. Il 13 dicembre 2008, in occasione del 170º anniversario della morte del frate, viene scoperta una lapide intitolata a Giuseppangelo de Fazio e posta di fronte alla casa natale del frate cappuccino di Pianella.